# Solanum aemulans
Solanum aemulans är en potatisväxtart som beskrevs av Friedrich August Georg Bitter och Max Carl Ludwig Wittmack. Solanum aemulans ingår i släktet skattor som ingår i familjen potatisväxter. Inga underarter finns listade i Catalogue of Life.